# Letònia Primer
Letònia Primer (en letó: Latvija pirmajā vietā, LPV) és un partit populista de dretes de Letónia. Fundat a l'agost de 2021 per l'exministre Ainārs Šlesers.

## Història
Al juny de 2021, l'empresari, exministre de Transports i d'Economia, exdiputat i exvicealcalde de Riga, Ainārs Šlesers, va anunciar que es presentaria a les eleccions parlamentàries de 2022 per un nou partit que ell mateix fundaria. L'1 de juliol va crear l'organització Letònia – Primer.
El partit va tenir temporalment dues diputades a la Saeima: Jūlija Stepaņenko i Ļubova Švecova, ambdues provinents del Partit Socialdemòcrata "Harmonia" a les eleccions de la Saeima de 2018. Així però, totes dues van ser expulsades del partit fruit de la invasió russa d'Ucraïna i el nou posicionament del LPV entorn la qüestió.
El congrés fundador del partit es va celebrar a Riga el 14 d'agost de 2021. Jūlija Stepaņenko va ser elegida per presidir la junta del partit, així com per ser la candidata del partit a la presidència de Letònia. Ainārs Šlesers es va convertir en el candidat del partit a l' escó de primer ministre, i l'exdiputada Linda Liepiņa va ser escollida com a candidata del partit a presidenta de la Saeima.
Just després del congrés fundacional del partit, LPV va iniciar una sèrie de protestes contra la legislació relacionada amb la vacunació de la covid-19, presentant un ultimàtum al president de Letònia, Egils Levits, demanant-li que deixés de restringir les llibertats de les persones, salvés la vacunació "voluntària" i canviés el govern. Tanmateix, sense presència ni tant sols en el parlament, les amenaces van quedar sense efecte, mentre s'anava reduint la polèmica amb el descens de la problemàtica amb la covid.
A l'octubre el partit va aconseguir representació a la Saeima amb nou diputats, i més endavant, a les eleccions al Parlament Europeu, també aconseguiria un diputat que formaria part de la nova família de Patriotes per Europa.

## Resultats electorals

### Eleccions legislatives
| Any  | Líder          | Resultats | Resultats | Resultats | Resultats | Resultats | Pos. | Govern   |
| Any  | Líder          | Vots      | %         | ± pp      | Escons    | +/–       | Pos. | Govern   |
| ---- | -------------- | --------- | --------- | --------- | --------- | --------- | ---- | -------- |
| 2022 | Ainārs Šlesers | 57,033    | 6.31      | Nou       | 9 / 100   | Nou       | 6è   | Oposició |

### Parlament Europeu
| Any  | Líder            | Vots   | %         | Escons | +/– | Grup |
| ---- | ---------------- | ------ | --------- | ------ | --- | ---- |
| 2024 | Vilis Krištopans | 32,034 | 6.23 (#7) | 1 / 9  | Nou | PfE  |